# Brive-la-Gaillarde
Brive-la-Gaillarde (em occitan Briva la Galharda) é uma comuna francesa no centro da França, sob administração do departamento Corrèze. É a cidade mais densamente povoada do departamento e a segunda cidade da região da Nova Aquitânia, depois de Limoges.
Os habitantes de Brive são Brivistas.
A cidade é mais conhecida por Brive.